# Joe Sostilio
Dit overzicht is mogelijk incompleet; u kunt helpen door het uit te breiden.
Joe Sostilio (Newton, Massachusetts, 3 januari 1915 - 9 juli 2000) was een Amerikaans autocoureur. In 1953 schreef hij zich in voor de Indianapolis 500, die dat jaar ook deel uitmaakte van het Formule 1-kampioenschap, maar wist zich niet te kwalificeren. In 2003 werd hij geïntroduceerd in de New England Auto Racers Hall of Fame en de National Midget Auto Racing Hall of Fame en in 2011 werd hij geïntroduceerd in de National Sprint Car Hall of Fame.